# Georges Jacobi
Georges Jacobi (Berlín, 1840 – Londres, 1906) fou un compositor alemany.
Estudià a Berlín, Brussel·les i París i el 1861 entrà en l'orquestra de l'Òpera, de la qual més tard en fou violí solista. El 1869 fou nomenat director d'orquestra dels Bufos Parisencs. Posteriorment es traslladà a Londres, on va ser el 1871, director d'orquestra de l'Alhambra i el 1896 professor de l'Acadèmia Reial de Londres.
Com a compositor es distingí per la seva fecunditat i vena melòdica i deixà uns 100 ballets i diverses operetes, entre elles The Black Crook, Le mariée depuis midi, Le Clairon, Sybill i altres.